# 1677
- Wikisource

| Calendário gregoriano                                                        | 1677 MDCLXXVII                      |
| Ab urbe condita                                                              | 2430                                |
| Calendário arménio                                                           | 1126 – 1127                         |
| Calendário bahá'í                                                            | -167 – -166                         |
| Calendário budista                                                           | 2221                                |
| Calendário chinês                                                            | 4373 – 4374 Início a 2 de fevereiro |
| Calendário copta                                                             | 1393 – 1394                         |
| Calendário etíope                                                            | 1669 – 1670                         |
| Calendários hindus - Vikram Samvat - Calendário nacional indiano - Cáli Iuga | 1732 – 1733 1598 – 1599 4777 – 4778 |
| Calendário Holoceno                                                          | 11677                               |
| Calendário islâmico                                                          | 1088 – 1089                         |
| Calendário judaico                                                           | 5437 – 5438                         |
| Calendário persa                                                             | 1055 – 1056                         |
| Calendário rúnico                                                            | 1927                                |
| Calendário solar tailandês                                                   | 2220                                |

1677 (MDCLXXVII, na numeração romana) foi um ano comum do século XVII do actual Calendário Gregoriano, da Era de Cristo,  e a sua letra dominical foi C, teve 52 semanas,  início a uma sexta-feira e terminou também a uma sexta-feira.
| Ano completo                       |
| ---------------------------------- |
| Ano comum com início à sexta-feira |

## Eventos
- É publicada uma Pragmática que proíbe o uso de vestuário de luxo importado no Reino de Portugal.

## Nascimentos
- 8 de Fevereiro - Jacques Cassini, astrónomo francês.
- 28 de Agosto - Sofia Edviges da Dinamarca, filha do rei Cristiano V.
- Abaffi II, m. 1713, foi príncipe da Transilvânia.
- Li Ching-Yuen, m. 1927, pessoa de maior longevidade conhecida.

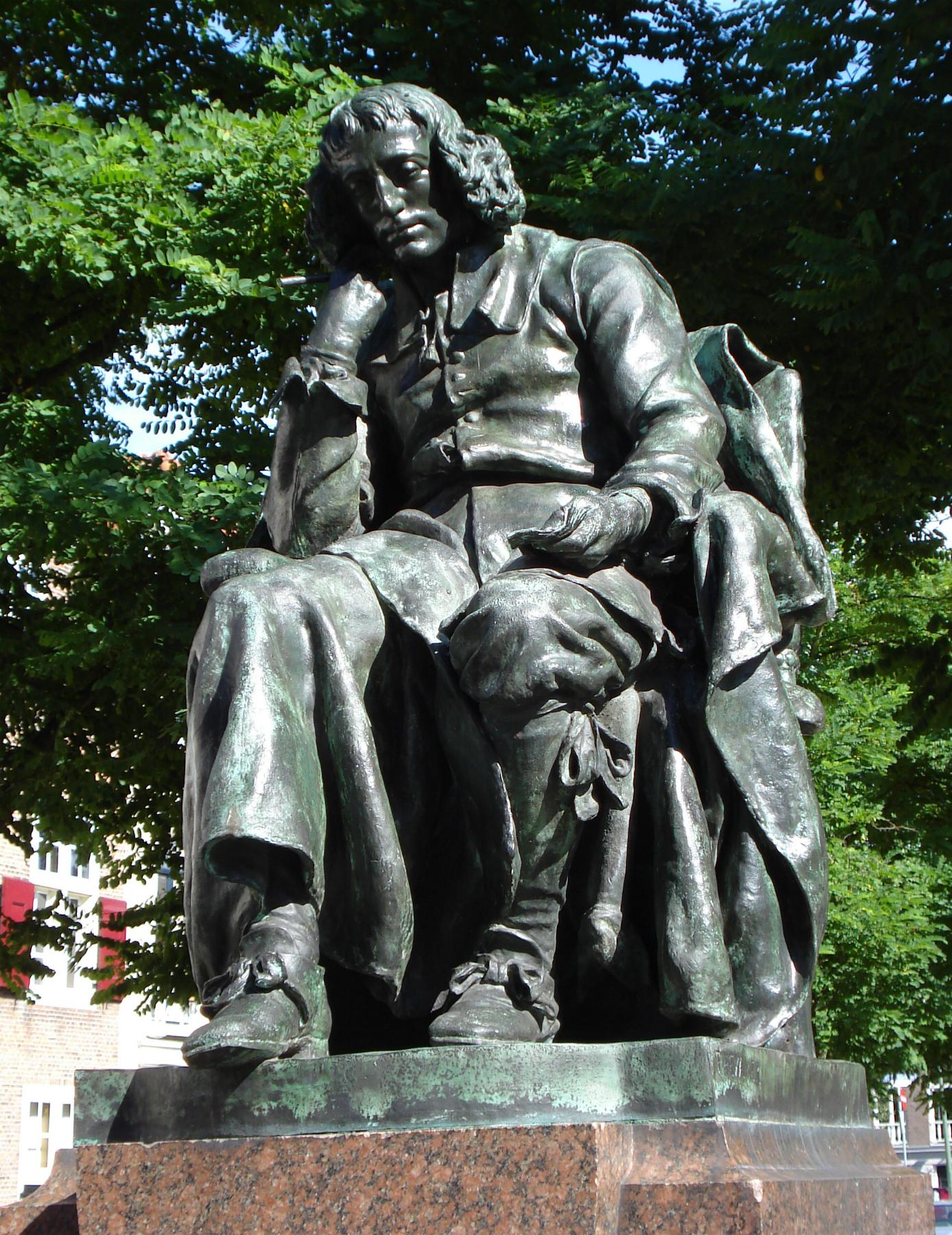
Estátua de Espinosa (1632-1677), na cidade Haia, Países Baixos.

## Mortes
- 21 de Fevereiro - Baruch de Espinoza, filósofo (n. 1632).
- 4 de Maio - Isaac Barrow, teólogo e matemático inglês.(n. 1630).

## Por tema
- 1677 na ciência